# 謝夫·班特
謝夫·班特（英語：Geoff Bent，1932年9月27日—1958年2月6日），全名傑佛瑞·本特（英語：Geoffrey Bent），英國足球運動員，從1948年到1958年在曼徹斯特聯足球俱樂部（曼聯）擔任後衛。他是「巴斯比宝贝」成員之一，這支年輕的球隊於1950年代在曼聯主教練马特·巴斯比的帶領下成軍。由於曼聯已經擁有這樣的國際級左後衛，因此本特無緣首發陣容，反而作為替補出場12次。現代作家推測，本特會在其他甲級球會成為首發陣容的常規成員。不過，巴斯比以本特極具價值為由拒絕讓他轉會。本特是慕尼黑空难中喪生的八名曼聯球員之一，靈柩於1958年2月13日在彭德爾伯里下葬。

## 早年生活
傑佛瑞·本特（Geoffrey Bent）於1932年9月27日在英格兰蘭開夏索爾福德伊拉姆斯高地出生。他是家中的獨生子，父親克利福德·本特（Clifford Bent）是沙洞煤礦的地面工人，母親克拉拉·鄧寧（Clara Dunning，鄧寧為舊姓）則是家庭主婦。本特家屬於工人階級，父親主外母親主內，因此傑佛瑞深受其母影響。他們住在索爾福德傑克遜大廈的小單位裡，它位於一家商店後面，只能經由一條小巷進入，家中亦沒有廁所。本特在斯溫頓接受教育：他先就讀聖約翰小學，獲得獎學金後入讀圖塔路文法學校。他是童軍和基督少年軍的成員，同時熱愛游泳。1946年，年僅13歲的他在曼徹斯特和索爾福德交匯運河救了一名溺水兒童，隨後獲當地人道協會授予獎章。
雖然父親（支持當地的斯溫頓獅子俱樂部）和一位老師都鼓勵本特參加聯盟式橄欖球，但他只對踢足球感興趣。本特一開始擔任前鋒，司職左內鋒，但後來轉入後衛，先擔任前衛再擔任左後衛。他在當地聯賽中為巴頓維拉（Barton Villa）效力；在1946-1947賽季，身為隊長的他帶領索爾福德男生隊（Salford Schoolboys）在決賽擊敗對手，捧走英格蘭學校杯。他在索爾福德的表現引起了幾家著名足球俱樂部的興趣；母親不想兒子離家太遠，因此說服他與曼徹斯特聯足球俱樂部（曼聯）簽約。當時只有年滿17歲的球員才能與球會簽訂職業合同，因此本特也像許多隊友一樣當起了木工學徒，並在賽季與賽季之間的暑假期內繼續從事這行。在效力曼聯的早段，本特開始與貝蒂·馬蘭丹（Betty Mallandaine）約會，後來遇見她的姊姊瑪麗昂·馬蘭丹（Marion Mallandaine）。不久後他與貝蒂便分手，其後與瑪麗昂熱戀，並於1953年6月27日在彭德爾伯里成婚。之後兩人搬進了處於曼聯名下、在國王路的一所房子，距離球會主場老特拉福德球场不遠。

## 曼聯生涯
本特最初於1948年8月以試訓球員加入曼聯，隨後於1949年5月轉為學徒兼業餘球員。在接下來的幾年裡，他效力曼聯青年隊和預備隊，並表現出色。曼聯擁有一批年輕且嶄露頭角的核心球員，包括本特、大衛·佩治、邓肯·爱德华兹等等，所以這些隊伍的實力往往很強。1951年4月，時年18歲的本特與球會簽訂職業合同。
老約翰·阿斯頓是曼聯首發陣容的左後衛，他是隊中年紀較大的球員，因傷在1953-1954賽季末掛靴。本特原本有望取代阿斯頓的位置；不過，隊友曾在1951年替補阿斯頓完成他在曼聯的處子戰，後來他在1952-1953賽季初便明確表示自己想踢左後衛，當曼聯主帥马特·巴斯比讓他踢左翼時，他提出轉會要求。最終，巴斯比態度軟化，讓伯恩司職左後衛。伯恩於1954年2月擔任曼聯隊長，而本特顯然不會成為這個位置的首選。
1954年12月，本特代替頸部受傷的伯恩，於曼聯對陣伯恩利的比賽上首度以首發陣容出場。1955年4月，伯恩正為英格蘭國家隊效力，因此本特得以再度上陣。在1955-1956賽季，本特出場時斷時續，要麼替補伯恩，要麼替補；他在10月出場三次，然後在4月出場一次。現代作家認為，在任何甲級球會中，本特都會成為首發陣容的常規成員。本特曾兩度提出轉會，但巴斯比兩次都拒絕了這一請求，並解釋說他對球會來說太有價值，球會不能失去他。妻子瑪麗昂相信其他幾支甲級球隊也對本特感興趣，其中包括在1950年代與曼聯齊名的狼隊。在1956-1957賽季，本特出場六次，不是代替伯恩，就是代替福爾克斯。
雖然本特甚少以首發陣容出場，但他在球會內外都受到很好的評價，巴斯比拒絕出售他就證明了這一點。1955年11月，伯恩在《曼徹斯特晚報》發表文章，宣稱像本特這樣有實力的後備球員為球隊帶來積極影響，又指本特是「有價值的潛力股」，並明確表示「我必須努力才能保住自己的位置」。福爾克斯後來也表示，本特在其他球會都會是首發陣容常客，並稱他比許多隊友「更安靜、更勤奮」。在作家傑夫·康納（Jeff Connor）有關慕尼黑空難受害者的著作中，形容本特為「身材高大、體格健壯，是位強大的鏟球手」；而在《曼聯官方圖解百科全書》（The Official Manchester United Illustrated Encyclopedia）中，傳記作者形容他為「攻守兼備、傳球精準」。

## 慕尼黑空難

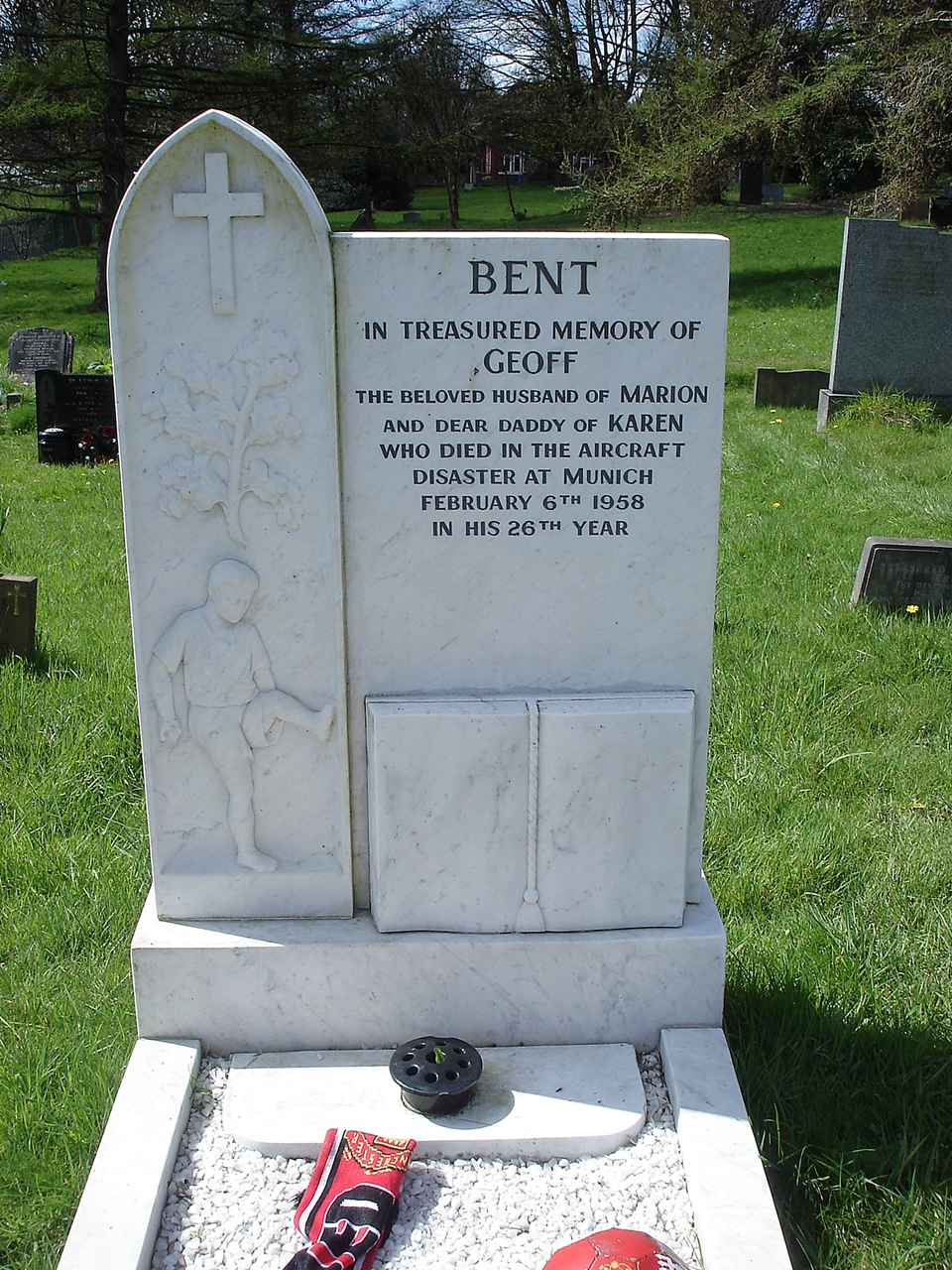
聖約翰教堂墓地的墓碑

本特因腳部骨折而在場邊休息了幾個月，因此沒有在1957-1958賽季參加任何一線隊比賽。這是他效力曼聯期間第二次受傷。1957年9月，他拄著枴杖去醫院迎接女兒凱倫（Karen）的出生。
1958年2月，本特完全康復，並重返預備隊。最初，他沒有隨隊參加歐洲冠軍球會盃八強賽第二回合對陣貝爾格萊德紅星的比賽。本特不喜歡坐飛機，一坐飛機就會流鼻血，還需要滴耳藥水；朗尼·高普則頂替前者隨隊作客，以體驗歐洲客場比賽。在出發前幾日，伯恩抱怨自己受傷，於是巴斯比徵召本特隨隊出征，以防伯恩無法上場比賽。本特向妻子抱怨說：「我不知道他們為什麼要帶上我，但我確信羅傑一定能上場。」最後，羅傑傷癒復出並參加了這場比賽，曼聯以3比3戰平對手。由於首回合曼聯以2比1取勝，因此他們在两回合淘汰赛中獲勝並晉級四強。
在贝尔格莱德比賽的大部分時間都在下雪，但第二天（即2月6日）早上球隊返國時天氣有所好轉。飛機在途中需要降落在慕尼黑-里姆机场補給，但當飛機接近機場時，雪勢再次加大。加滿油後，機長兩度嘗試起飛，但都因發動機出現明顯故障而失敗。接著，機長要求乘客離開，並與地勤人員相討解決方案。15分鐘後，機長第三次嘗試起飛，此時速度達到117節（217公里每小時；135英里每小時），不過飛機隨後在跑道上遇到雪泥，速度突然驟降，衝出跑道後先撞毀機場圍欄，再越過一條馬路。飛機撞到附近一所民房後機身斷為兩截，最終發生爆炸。在緊急救援人員到達之前，已有21人當場罹難，當中包括八名隨行記者以及七名球員，本特亦在死者名單之上。在隨後數週內，又有兩人傷重不治，令死亡人數達到23人。本特的葬禮和安葬儀式於2月13日在彭德爾伯里的聖約翰教堂舉行。

## 影響
雖然本特不是常規首發球員，但被認為是「巴斯比宝贝」成員之一。這支年輕的球隊於1950年代在主教練麥·畢士比的帶領下成軍，並在1955-1956賽季和1956-1957賽季兩度贏得英格蘭甲組聯賽冠軍。球會在奧脫福球場設立紀念牌，上面刻有本特以及其他在慕尼黑遇難的人的名字，而在慕尼黑的墜機地點附近也有一塊紀念碑。本特墓地的荒廢狀況經常見諸報端；1988年《曼徹斯特晚報》刊登報導，其中本特的遺孀宣稱已無力承擔維護墳墓的費用。2005年和2015年也出現過類似的報導，但曼聯每次均表示他們將尋求提供定期維護。

## 生涯統計

### 球會
| 球會 | 球季    | 聯賽           | 聯賽 | 聯賽 | 足總盃 | 足總盃 | 歐洲賽 | 歐洲賽 | 其他 | 其他 | 總計 | 總計 |
| 球會 | 球季    | 聯賽組別       | 上陣 | 入球 | 上陣   | 入球   | 上陣   | 入球   | 上陣 | 入球 | 上陣 | 入球 |
| ---- | ------- | -------------- | ---- | ---- | ------ | ------ | ------ | ------ | ---- | ---- | ---- | ---- |
| 曼聯 | 1954–55 | 英格蘭甲組聯賽 | 2    | 0    | 0      | 0      | –      | –      | –    | –    | 2    | 0    |
| 曼聯 | 1955–56 | 英格蘭甲組聯賽 | 4    | 0    | 0      | 0      | –      | –      | –    | –    | 4    | 0    |
| 曼聯 | 1956–57 | 英格蘭甲組聯賽 | 6    | 0    | 0      | 0      | 0      | 0      | 0    | 0    | 6    | 0    |
| 曼聯 | 總計    | 總計           | 12   | 0    | 0      | 0      | 0      | 0      | 0    | 0    | 12   | 0    |

## 備註與腳注
備註
1. ↑  儘管英格蘭頂級足球長期以來都是一項主要由工人階級參與的職業運動，但這項運動仍然由具有傳統價值觀的中產階級管理者監督[14]。直到1970年代，這項運動依然存在業餘和職業身份[15]。官方規定，業餘球員只能獲得適當的比賽「費用」，但可以通過足球以外的其他工作來增加收入，例如本特的木工學徒工作[15]。
2. ↑  由於替補球員尚未參加比賽，因此未列入首發陣容的客隊球員不會參加比賽[25]。

腳注
1. 1 2 3 4  . Manchester United.   [2023-07-30]. （原始内容存档于2023-04-01） （英语）.
2. 1 2  Somerscales, Murrell & Pritchard 1998，第66頁.
3. ↑  Connor 2020，第94頁.
4. 1 2 3 4  Crick, Michael. .  線上版. 牛津大學出版社. 2017. doi:10.1093/ref:odnb/70631. 需要订阅或英国公共图书馆会员资格
5. ↑  Connor 2020，第113頁.
6. 1 2 3 4  Roberts 2012，loc. 822-849.
7. ↑  Roberts 2012，loc. 836-863.
8. 1 2  Roberts 2012，loc. 849-863.
9. 1 2  Connor 2020，第113-114頁.
10. ↑  Morrin 2007，PT27.
11. ↑  Roberts 2012，loc. 913-926.
12. ↑  Roberts 2012，loc. 849-874.
13. ↑  Roberts 2012，loc. 862-874.
14. ↑  Porter 2000，第8頁.
15. 1 2  Cox, Russell & Vamplew 2002，第19-20頁.
16. 1 2  Connor 2020，第38-39頁.
17. 1 2  . Manchester Evening News. 1954-12-10: 8  [2023-07-30]. （原始内容存档于2023-07-30） –Newspapers.com （英语）.
18. ↑  Somerscales, Murrell & Pritchard 1998，第62頁.
19. 1 2 3 4 5 6  Connor 2020，第114頁.
20. 1 2 3  Somerscales, Murrell & Pritchard 1998，第70頁.
21. ↑  Jackson, Tom. . Manchester Evening News. 1955-04-02: 8  [2023-07-30]. （原始内容存档于2023-04-01） –Newspapers.com （英语）.
22. ↑  Trickett, John. . Manchester Evening News. 1955-10-01: 6  [2023-07-30]. （原始内容存档于2023-07-30） –Newspapers.com （英语）.
23. ↑  Thornton, Eric. . Manchester Evening News. 1955-10-04: 12  [2023-07-30]. （原始内容存档于2023-07-30） –Newspapers.com （英语）.
24. ↑  Jackson, Tom. . Manchester Evening News. 1955-10-21: 20  [2023-07-30]. （原始内容存档于2023-07-30） –Newspapers.com （英语）.
25. 1 2 3 4  Somerscales, Murrell & Pritchard 1998，第132頁.
26. ↑  Hall 2009，第61頁.
27. ↑  Roberts 2012，loc. 901-912.
28. ↑  Jackson, Tom. . Manchester Evening News. 1955-10-24: 12  [2023-07-30]. （原始内容存档于2023-07-30） –Newspapers.com （英语）.
29. ↑  Joy, Bernard. . London Evening Standard. 1957-08-31: 10  [2023-07-30]. （原始内容存档于2023-07-30） –Newspapers.com （英语）.
30. ↑  Byrne, Roger. . Manchester Evening News. 1955-11-01: 8  [2023-07-30]. （原始内容存档于2023-07-30） –Newspapers.com （英语）.
31. ↑  Foulkes, Bill. . Reading Evening Post. 1968-02-05: 8  [2023-07-30]. （原始内容存档于2023-07-30） –Newspapers.com （英语）.
32. ↑  Roberts 2012，loc. 799-809.
33. 1 2 3  Roberts 2012，loc. 810-821.
34. ↑  Connor 2020，第216頁.
35. 1 2  Somerscales, Murrell & Pritchard 1998，第133頁.
36. 1 2 3 4 5  Connor 2020，第91-94頁.
37. 1 2 3  . BBC. 2014-09-24  [2023-07-30]. （原始内容存档于2023-07-29） （英语）.
38. ↑  . Manchester Evening News. 1958-02-10: 7 –Newspapers.com （英语）.
39. 1 2  Connor 2020，第59頁.
40. ↑  Connor 2020，第5頁.
41. ↑  Ganley, Joe. . Manchester United. 2023-02-08  [2023-07-30]. （原始内容存档于2023-04-03） （英语）.
42. ↑  Mulchrone, Patrick. . Manchester Evening News. 1988-02-04: 3  [2023-07-30]. （原始内容存档于2023-07-30） –Newspapers.com （英语）.
43. ↑  . Manchester Evening News. 2005-06-22  [2023-07-30]. （原始内容存档于2016-12-12） （英语）.
44. ↑  Keeling, Neal. . Manchester Evening News. 2015-09-02  [2023-07-30]. （原始内容存档于2015-09-11） （英语）.
45. ↑  . https://www.mufcinfo.com/.   [2025-07-14] （英语）.

## 文獻
- Connor, Jeff. . London: HarperSport. 2007. ISBN 978-0-00-720808-1 （英语）.
- Connor, Jeff. . Edinburgh: Birlinn. 2020. ISBN 978-1-909715-89-9 （英语）.
- Cox, Richard; Russell, Dave; Vamplew, Wray. . London: Frank Cass. 2002. ISBN 978-0-7146-5249-8 （英语）.
- Hall, David. . London: Transworld Publishers. 2009. ISBN 978-0-552-15630-1 （英语）.
- Morrin, Stephen. . Dublin: Gill Books. 2007. ISBN 978-0-7146-5249-8 （英语）.
- Porter, Dilwyn. . Smith, Adrian; Dilwyn, Dilwyn  (编). . London: Frank Cass. 2000: 1–30. ISBN 0-7146-5086-2 （英语）.
- Roberts, John.  (Kindle ebook). London: Aurum Press. 2012. ISBN 978-1-84513-858-5 （英语）.
- Somerscales, Jillian; Murrell, Deborah; Pritchard, Louise (编). . London: Manchester United Books. 1998. ISBN 0-233-99155-7 （英语）.

## 外部連結
- 在Find a Grave上的謝夫·班特